# Ernest Willem Mulder
Ernest Willem Mulder, meest aangeduid als E.W. Mulder, (Amsterdam, 21 juli 1898 – aldaar, 12 april 1959) was een Nederlands componist, muziekpedagoog en muziektheoreticus.
Hij was zoon van verzekeringsagent Paul Louis Mulder en Johanna Maria Scott, die via vrienden Arthur van Schendel en Jan Toorop binding hadden in de wereld van de cultuur. Vader was tevens verzamelaar van Japanse prenten. Hijzelf was tussen 1922 en 1942 getrouwd met muzieklerares Cornelia Reniera Davina Loewer en vanaf 1945 met Koosje Gerarda Berta Madsen. Het laatste echtpaar woonde vanaf 1944 in de Van Breestraat 180, vernoemd naar componist Johannes Bernardus van Bree. E.W. Mulder werd begraven op Zorgvlied.
Het zag er niet naar uit dat hij in de wereld van muziek carrière zou maken; zijn basisopleiding aan de Handelsschool zegt wat dat betreft genoeg. Zijn pianolessen, die hij al vanaf zijn elfde volgde, leidden toch tot een muziekloopbaan. Hij kreeg zijn muziekopleiding aan het Conservatorium van Amsterdam, onder andere van Bernard Zweers (compositieleer) en Ulfert Schulz (piano). Hij werd in 1921 dankzij diezelfde Zweers directeur van de Toonkunst-muziekschool Bussum; hij richtte er ook het plaatselijke Toonkunstorkest op; dit ter begeleiding van het Toonkunstkoor en ter uitvoer van eigen werk. Hij zou er tot 1945 bij betrokken blijven. Vanaf 1922 tot aan zijn dood was hij hoofdleraar muziektheorie en compositie aan het Conservatorium van Amsterdam en heeft gezien de lange tijdspanne een groot aantal leerlingen wegwijs gemaakt binnen de klassieke muziek, Daaronder bevinden zich Theo Loevendie, Pi Scheffer en Erik Lotichius; bekendste is zonder meer Bernard Haitink.
Hij schreef onder meer de volgende werken:
- 1914: Sonate voor dwarsfluit en piano (jeugdwerk)
- 1932: Requiem
- 1932: Te Deum
- 1932: Symphonia sacra I
- 1938-1940: Fuga voor fluit, klarinet en fagot
- 1940: Ars contrapuntica (reeks werken met nadruk op contrapunt voor ensembles in allerlei samenstelling, zowel vocaal als instrumentaal)
- 1940: Symhonia sacra II
- 1942: Trio voor drie fagotten
- 1945: Maria-motetten (sopraan en ensemble)
- 1948: Stabat Mater
- 1949: Symphonia super psalmos (opdracht van NCRV)
- 1958: Twee kleine suites (opdracht van Johan Wagenaar Stichting)
- 1959: Vijf geestelijke motetten (sopraan en ensemble, winnaar ANV-Visser Neerlandiaprijs, dat op 15 april postuum werd uitgereikt)

Liederen en werken binnen de kamermuziek. Zijn muziekstijl ligt in het verlengde van Zweers. Autografen en manuscripten zijn in het bezit van het Nederlands Muziek Instituut in Den Haag
Hij schreef op muziektheoretisch vlak het tweedelige Harmonieleer (1947/1948), Polyphonie (1955) en een studie naar Das Lied von der Erde van Gustav Mahler (1952).
In Haarlem is er het Centrum voor Muziek en Cultuur Ars Contrapunctica met de Hans Barbé Concertzaal, alleen bestemd voor akoestische muziek. Aan het hoofd daarvan staat kleinzoon Paul Mulder, tevens conservator van zijn oeuvre. Kleindochter Lia Mulder is mezzosopraan opgeleid aan het Conservatorium van Amsterdam.